# Kraljevo
Kraljevo (v srbské cyrilici Краљево) je město v centrálním Srbsku, v Rašském okruhu. Řadí se ke středně velkým městům; v roce 2011 mělo 63 030 obyvatel. Centrem města protéká řeka Ibar – Kraljevo se nachází nedaleko soutoku Ibaru a Západní Moravy.

## Název
První doložený název sídla (ještě z předtureckých dob) zní Rudo Polje. Turci nazývali malé město názvem Karan Ovasi; tento název je poprvé doložen od roku 1560. Vznikl doslovným překladem původního slovanského názvu. Jeho zjednodušení do podoby Karanovac se zpět vrátil do slovanského, resp. srbského jazyka. V souvislosti s korunovací Milana Obrenoviće na krále Srbska v roce 1882 bylo na žádost obyvatel tehdejšího Karanovace rozhodnuto o změně názvu města na Kraljevo (doslova Královo (město)). Tento název byl v platnosti do druhé světové války. Poté byl v souvislosti s vznikem republiky, resp. socialistického státu změněn na Rankovićevo podle tehdejšího komunistického politika a šéfa tajných služeb Aleksandra Rankoviće. Původní název se vrátil roku 1955.

## Geografické poměry
Samotné město mělo dle sčítání lidu z roku 2011 64 175 obyvatel a se širším okolím (opština Kraljevo) potom 124 554 obyvatel.
Nachází se přímo na soutoku řek Ibar a Západní Morava, v Západomoravské kotlině mezi úrodnými svahy Šumadije a pohořími Stari Vlah a Kopaonik. Kromě toho se zde nachází ještě některá další pohoří, např. Goč, Stolovi, Troglav, Čemerno, Radočelo a další).
Průměrná nadmořská výška v Kraljevu činí 206 m n. m. Řeka Ibar proniká do Západomoravské kotliny a města Kraljeva od jihozápadu z Ibarské soutěsky.

## Historie
Oblast dnešního města byla osídlena již v roce 2000 př. n. l. V okolí města se nacházejí archeologická naleziště, a to v lokalitách Divlje polje v obci Ratina a Lađarište ve vesnici Vrnjci. Samotné město se rozvíjelo na vyvýšené lokalitě, která byla méně ohrožována případnými záplavami řekou Ibar. Nalezeny byly artefakty původem z antického Řecka (keramické nádoby, šperky apod.). V dobách existence Římské říše byla oblast dnešního Kraljeva hranicemi mezi provinciemi Horní Moesie a Dalmácie. Pro Římskou říši měl region význam především v souvislosti s těžbou rud a kvůli geotermálním pramenům. Archeologické průzkumy prokázaly přítomnost římské cihlové pece v nedaleké vesnici Čibukovac, nalezena byla rovněž i keramika.
Kraljevo bylo centrem středověkého srbského státu už od počátku své existence. V 11. století byl součástí Rašky. V okolí vznikla řada pravoslavných klášterů, které nechali zřídit tehdejší vládcové; Studenica (1188), Žiča (1219), Ljubostinja, Gradac, nebo Stara Pavlica. Samotné město Kraljevo vzniklo z původní vesnice názvem Rudo Polje. Poprvé bylo připomínáno k roku 1476.
S pádem Srbského despotátu v letech 1458–1459 se stalo součástí Osmanské říše. Rychlejší rozvoj obce však proběhl teprve až během dvaceti let, kdy bylo Srbsko krátkodobě součástí Habsburské monarchie (1718–1738). Tehdejší hranice mezi Rakouskem a Tureckem procházela po řece Západní Morava a pro Rakušany získalo Kraljevo význam pohraničního města. Přes Kraljevo utekli turečtí kolonisté, kteří v Srbsku obývali některá města (Čačak, Kragujevac a další) a kteří si nepřáli zůstat v Rakousku.[zdroj?]
Po válce mezi Osmanskou říší a Habsburskou monarchií se město opět vrátilo po tureckou správu. Při bojích v letech 1737–1739 vyhořel místní zájezdní hostinec (karavanseráj). Centrum města bylo poničeno a částečně vypáleno. Ve 40. letech 18. století bylo město jedním z největších v Tureckem ovládaném regionu Šumadije.
Během Prvního srbského povstání obsadili srbští vzbouřenci město Karanovac a vypálili jej. Následně bylo město přebudováno. Stalo se správním centrem s vlastním soudem. Poté, co Srbové město obsadili, nařídili vyhnání veškerého muslimského obyvatelstva. Na jeho místo se dostěhovalo nové pravoslavné obyvatelstvo z okolních vesnic.

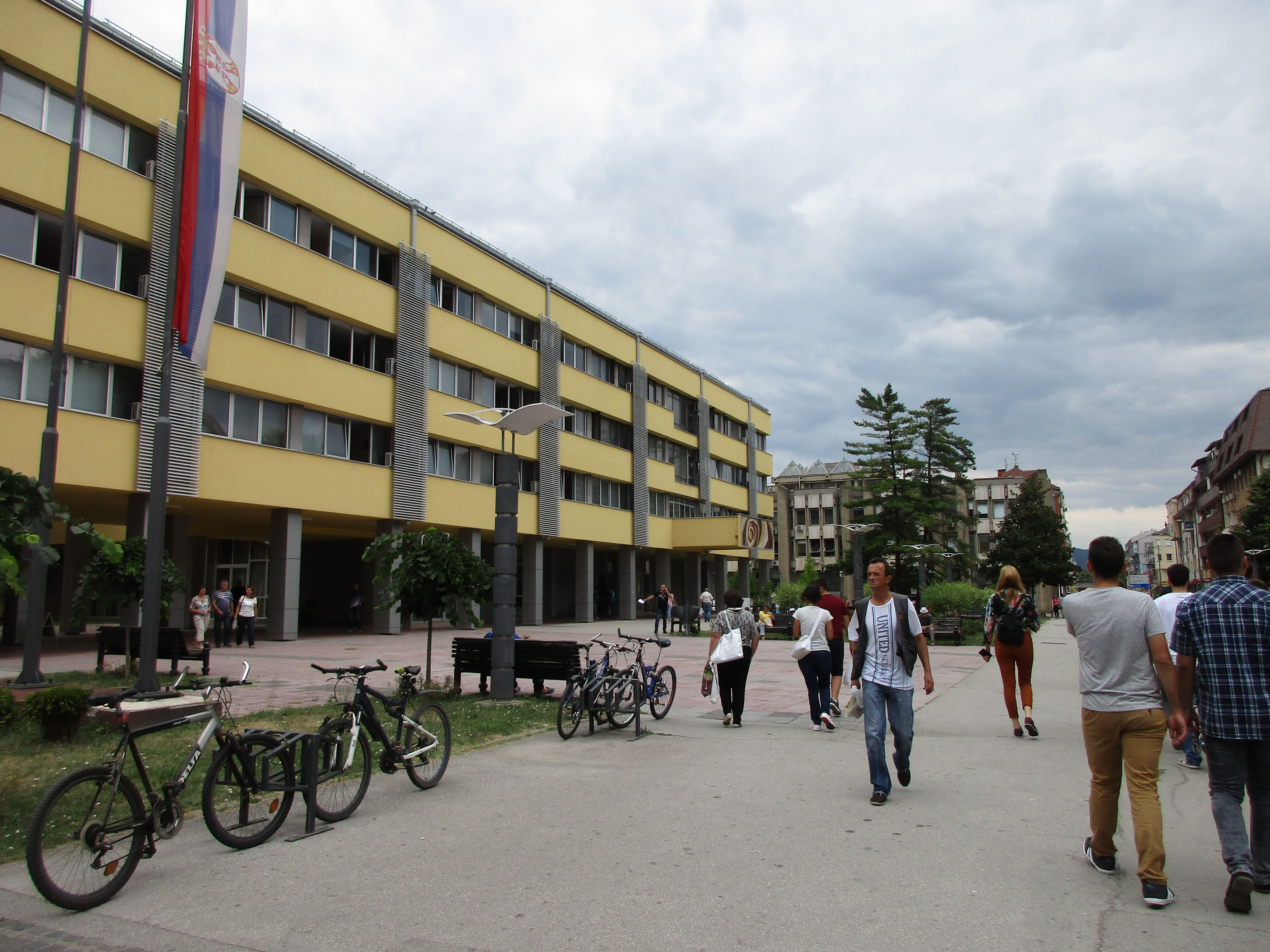
Střed města

V roce 1832 získalo město první urbanistický plán, na základě něhož vznikla jasně plánovaná síť ulic v centru města. Ulice svírají pravé úhly a v centru se nachází kruhové náměstí; vše bylo uskutečněno díky velmi striktnímu provedení tehdejších předpisů vydávaných srbským státem. Obdobně velké a uspořádané náměstí vzniklo tehdy ještě ve městě Požega u Užice. Od roku 1838 se stalo město středem nově zřízené opštiny a územního celku v rámci Čačanského okruhu. Význam města vzrostl poté, co sem bylo v roce 1853 přesunuto policejní velitelství pro celý okruh a také oblastní soud. Roku 1859 došlo k administrativní změně a obě instituce se vrátily do Čačaku. V roce 1855 zde byla otevřena první pošta. Od roku 1902 má město elektrické osvětlení. V roce 1912 sem byla zavedena železniční trať, která město spojila s Čačakem a Požegou. Roku 1929 ji doplnila druhá trať z Lapova.
Během druhé světové války byl Čačak místem četných bojů. V roce 1941 město obsadily okupační vojska (po tzv. Dubnové válce). Jednotky četniků a partyzánů zde provedly několik společných útoků na německé vojenské posádky. Německá okupační správa zde následně provedla rozsáhlou odplatu; 14. a 15. října 1941 zde bylo popraveno 1746 lidí. Celkem bylo zde za celou válku zabito okolo dvou tisíc dvou set osob. Na podzim 1944 probíhaly o Kraljevo těžké boje. Jednotky partyzánů a Rudé armády bojovaly o předmostí Kraljeva celkem šest týdnů. Kraljevo bylo osvobozeno 29. listopadu 1944.
Ve stejné dekádě byla realizována i rozsáhlá industrializace města. Byly otevřeny řady nových továren (např. Magnohrom, továrna na výrobu žel. vagonů; dřevařský podnik Jasen, stavební podnik Kablar a dalších).
V roce 1991 mělo Kraljevo 57 926 obyvatel.
V roce 2010 bylo město postiženo zemětřesením, při němž zahynuly dvě osoby a sto dalších bylo zraněno.

## Obyvatelstvo
Dle údajů ze sčítání lidu z roku 2011 se zde hlásí přes 95 % obyvatel k srbské národnosti, 1% jsou zastoupeni Romové. Velmi nízký je počet dalších národností. Drtivý počet obyvatel se hlásí k pravoslavné církvi, zhruba devět set obyvatel širšího města potom k islámu.
49,78 % místních obyvatel má středoškolské vzdělání, 14,31 % má vyšší odborné vzdělání a 8,73 % potom vzdělání vysokoškolské.

## Kultura

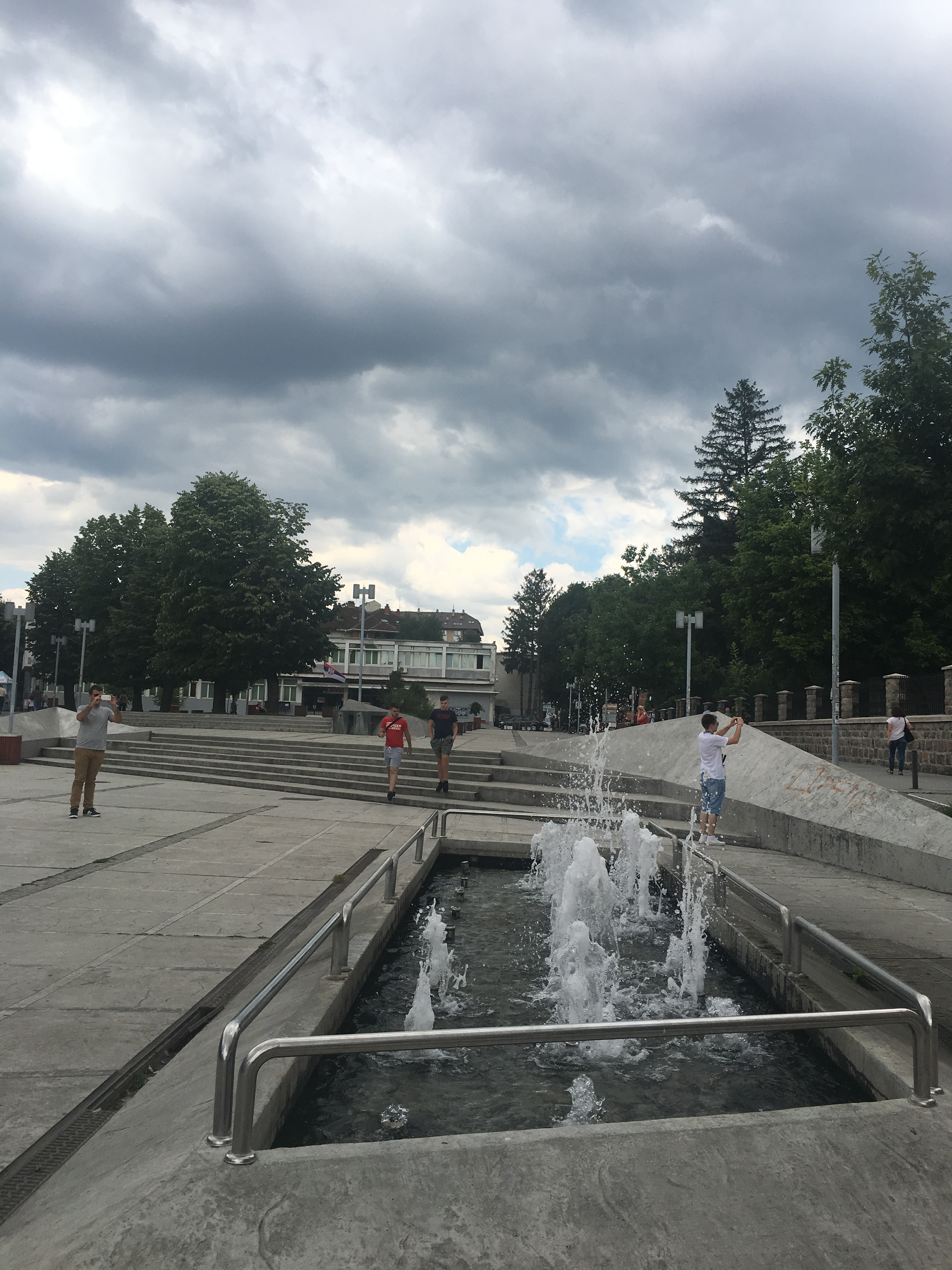
Fontána na svatosávském náměstí v Kraljevu.

V Kraljevu se nachází některé historické budovy, které jsou chráněné jako kulturní památky, např. Gospodar Vasin konak z roku 1830. Tzv. Dimitrijevićův dům pochází ze začátku 20. století.
Místní pobočka srbské národní knihovny nese název panovníka Štěpána I. Prvověnčaného. Vznikla na konci druhé světové války a nahradila dřívější čítárnu (čitalište), která vznikla již v 60. letech 19. století. Místní pobočka Národního muzea byla založena v roce 1950.
Kraljevecké divadlo (srbsky Краљевачко позориште) bylo založeno roku 1949 jako profesionální divadlo s názvem Národní divadlo Kraljevo. Během let měnilo různě svůj název i status. Nějakou dobu bylo i divadlem amatérským a současný stav profesionálního souboru s názvem Kraljevecké divadlo má od roku 1996.
Nachází se zde také kulturní centrum (srbsky Kulturni centar Ribnica).
Severně od hlavního nádraží se nachází pamětní park s názvem "park říjnových obětí", který připomíná nešťastné události z druhé světové války.
Místní pravoslavné kostely (např. kostel svatého Sávy s nápadnou červenou fasádou) spadají administrativně pod Žičanskou eparchii Srbské pravoslavné církve.

## Ekonomika
Zhruba šest tisíc lidí je zaměstnáno v místním průmyslu. Mezi velké společnosti, které zde působily před rokem 1991, patřil např. Magnohrom, jehož závod je umístěn na severovýchodním okraji města. Od roku 1936 zde působí také továrna na železniční vagony (srbsky Fabrika vagona), která vyrábí vagony a cisterny pro přepravu kapalin a plynů; společnost nyní prochází restrukturalizací. Společnosti Ekonom a Gibnjara působí v oblasti metalurgie; společnost Amiga, založená v roce 1990, vyrábí různé díly pro stavebnictví; společnost Radijator, založená v roce 1991, vyrábí kotle a topné systémy; a společnost Tehnograd inžinjering byla založena v roce 1992.
29,5 % rozlohy území širšího města tvoří zemědělsky obdělávaná plocha. Širší okolí Kraljeva je zalesněné a ekonomický význam zde má i těžba dřeva.

## Doprava

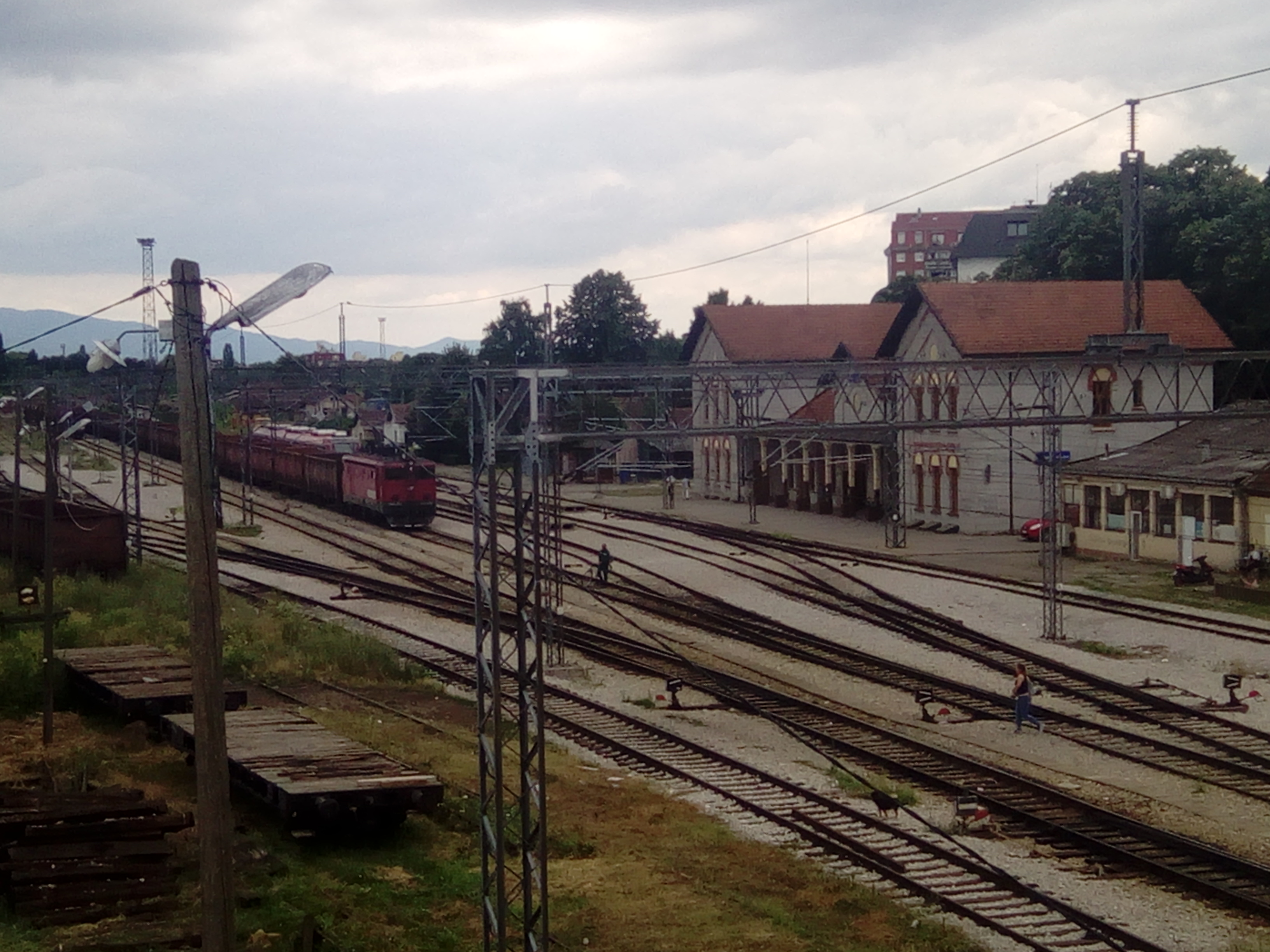
Nádraží v Kraljevu.

Kraljevo je silniční i železniční křižovatkou. Má jedno hlavní nádraží, vede sem několik železničních tratí (např. trať z Lapova, dále potom do Kosova, a do měst Čačak a Kruševac). Nachází se zde lokomotivní depo.
Napojení na srbskou dálniční síť město nicméně nemá. Hlavní silniční tahy směřují do měst Čačak, Kragujevac, Kruševac a dále na jih údolím řeky Ibar do Kosova. Městem prochází tzv. Ibarská magistrála. Dálnice A2 se nicméně městu vyhýbá, v budoucnosti zde má ale vést jiná dálnice (A5), která zajistí rychlejší spojení ve směru toku řeky Západní Moravy. Výhledově má odsud vést také rychlostní silnice do Nového Pazaru, což bylo schváleno v roce 2023.
Nedaleko Kraljeva se nachází bývalé vojenské letiště Morava (srbsky Aerodrom Morava). Toto letiště bylo v 20. letech 21. století využíváno také pro civilní lety, např. do Istanbulu. Pravidelná linka odsud létá také do černohorského Tivatu.

## Sport
Přímo v centru města se na břehu řeky Ibar nachází rekreační oblast s různými sportovišti, např. tenisovými hřišti, aletickým stadionem a otevřeným bazénem.
V roce 2015 byla v Kraljevu otevřena sportovní hala s kapacitou 3500 míst.
Fotbalový stadion Jednota (srbsky Sloga) se nachází poblíž železniční stanice.
Nejpopulárnějšími sportovními týmy jsou OK Ribnica, který patří mezi úspěšné manšafty v Srbsku ve vybíjené a dále KK Sloga, který hraje basketbal.
Na řece Ibaru se pravidelně od roku 1990 koná tzv. "Veseli spust", pravidelné závody lodí.

## Zdravotnictví
V Kraljevu se nachází velké lékařské centrum Studenica, jehož součástí je i nemocnice se specializací na chirurgii.[zdroj?]